# Cisjordania

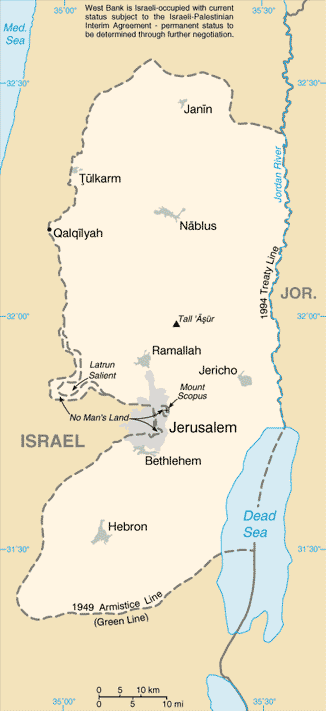
Mapa de Cisjordania.

Cisjordania (del latín cis-, ‘de este lado’, y Jordán, esto es, ‘de este lado del [río] Jordán’; en árabe: الضفة الغربية‎, romanizado: aḍ-Ḍaffah l-Ġarbiyyah, en hebreo: הגדה המערבית‎, romanizado: HaGadah HaMa'aravit o, más comúnmente en Israel, יהודה ושומרון, romanizado: Yehudah ve-shomrón, «Judea y Samaria») es, junto con la Franja de Gaza, una de las dos regiones que conforman el Estado de Palestina. Se trata de una región de 5860 km² de superficie y de 20 a 40 kilómetros de ancho delimitada al este por el río Jordán y el mar Muerto, y al oeste, norte y sur por la llamada Línea Verde, según la demarcación que se estableció en el armisticio árabe-israelí de 1949.
Cisjordania es considerada «territorio ocupado» por el derecho internacional y las Naciones Unidas, el Tribunal Internacional de Justicia, la mayor parte de la comunidad internacional, la Autoridad Nacional Palestina, que gobierna Cisjordania, y Hamás, que gobierna la Franja de Gaza, así como una serie de ONG, periódicos, académicos y partidos políticos (Lista Conjunta o Meretz) dentro del propio Israel. En cambio, Israel lo considera un «territorio disputado» y no un régimen de «ocupación», mientras el derecho internacional, que no acepta la conquista militar como base de derecho, lo rechaza.
Salvo Jerusalén Este, Cisjordania no ha sido formalmente anexionada por Israel y, dado que Jordania renunció formalmente a su soberanía (tras su anexión ilegal en 1948), tan solo es reclamada formalmente por el Estado de Palestina, reconocido oficialmente por 145 países y por la ONU.

## Origen del nombre

### Cisjordania
El término «Cisjordania», usado por el castellano así como por el resto de idiomas romances, es un neolatinismo que se arraigó durante el periodo en que el territorio estuvo ocupado por Jordania (1948-1967). Antes, la denominación tradicional era «Judea y Samaria». La denominación «Cisjordania» se extendió a partir de 1950 como concepto geopolítico que permitía diferenciarlo de «Transjordania» («más allá del Jordán»), es decir, la actual Jordania. Transjordania cambió oficialmente el nombre del país en 1950 al anexionar en un solo Estado ambos lados del Jordán —Cisjordania y Transjordania—, algo que sin embargo no fue reconocido por la comunidad internacional.

### «Ribera Occidental»
La locución usada en inglés y en otros idiomas germánicos es West Bank, traducible literalmente al español como «margen occidental» o «ribera occidental», aunque sin uso o tradición en este idioma. Es una expresión surgida también a mediados del siglo xx. La región no tenía una existencia por separado del resto de las tierras sino hasta el año 1948-1949, cuando fue ocupada por la Legión Árabe de Jordania. El nombre es una traducción del término árabe الضفة الغربية (aḍ-Ḍaffah l-Ġarbiyyah) acuñado por los jordanos. Hasta ese momento, Judea y Samaria fueron los nombres de estas regiones. El vocablo fue utilizado para diferenciar el margen occidental del río Jordán, es decir, el entonces recientemente territorio anejado, de la ribera oriental del mismo río (Transjordania), que hoy constituye el territorio actual del Reino Hachemita de Jordania.

### Judea y Samaria
En Israel se le sigue denominando por los nombres bíblicos de Judea y Samaria (en hebreo: יהודה ושומרון‎ [Yehuda ve-Shomron]).

## Historia
Durante los cuatrocientos dos años (1516-1918) previos al final de la Primera Guerra Mundial, el área actualmente conocida como «Cisjordania» estuvo bajo dominio del Imperio otomano, como parte de la división administrativa de la provincia de Siria Otomana.
Como consecuencia de su derrota en la primera gran contienda bélica del siglo XX, el Imperio otomano perdió la región, pasando a manos británicas con la creación del Mandato Británico de Palestina.

### 1920-1947
En la Conferencia de San Remo (19 al 26 de abril de 1920), cuatro de las principales potencias aliadas durante la Primera Guerra Mundial asignaron las zonas de Judea y Samaria al Mandato Británico de Palestina, confirmando así la asignación del mandato realizada durante la primera Conferencia de Londres (12 al 24 de febrero de 1920). La Resolución de San Remo adoptada el 25 de abril de 1920 incorporó la Declaración Balfour de 1917. Esto y el artículo 22 del Pacto de la Sociedad de Naciones fueron los documentos básicos sobre los que el Mandato Británico de Palestina fue creado. Los resultados de las dos conferencias realizadas, fue ratificada por la Sociedad de Naciones a través del Tratado de Sèvres firmado el 10 de agosto de 1920, donde Gran Bretaña recibió las regiones de Siria del sur bajo el Mandato Británico de Palestina y de Irak bajo el Mandato Británico de Mesopotamia mientras que Francia obtuvo el control de lo que hoy son Siria y Líbano, pasando a formar parte del Mandato francés de Siria.

### 1947-1967
Tras la Segunda Guerra Mundial, la Asamblea General de Naciones Unidas aprobó la Resolución 181 del 29 de noviembre de 1947, que dictaminó la partición del Mandato Británico en dos Estados independientes, uno judío y otro árabe. Cisjordania estaba destinada a formar parte de este último. Los países árabes rechazaron el plan de partición y declararon la guerra al Estado judío. Tras la guerra árabe-israelí de 1948 y el Armisticio de 1949, que definió los límites provisionales mediante la Línea Verde poniendo fin a la contienda, Jordania ocupó y administró la zona de facto hasta 1967. El 24 de abril de 1950, Jordania (hasta entonces llamada Transjordania) anexionó Cisjordania de iure —anexión que no fue reconocida por casi ningún país del mundo— dando automáticamente a todos los residentes la ciudadanía jordana. A diferencia de cualquier otro país árabe al que huyeron después de la guerra árabe-israelí de 1948, los refugiados palestinos en Cisjordania recibieron la ciudadanía jordana sobre la misma base que los residentes existentes. El reino hachemita ocupó la región hasta que Israel conquistó y ocupó Cisjordania en 1967, durante la guerra de los Seis Días. 

### De 1967 hasta los acuerdos de Oslo
Desde entonces, Israel administró Cisjordania bajo un régimen militar, y en 1982 el gobierno de Israel estableció para los territorios palestinos un organismo específico, la Administración Civil (CA), dependiente del COGAT (Coordinator of Government Activities in the Territories), que es una unidad del Ministerio de Defensa de Israel. Su mandato incluía atender tanto a los colonos israelíes como a la población palestina. En 1980, Israel anexionó la parte oriental de Jerusalén conquistada en 1967, movimiento que fue considerado «una violación del derecho internacional» y declarado «nulo y carente de valor» por la Resolución 478 del Consejo de Seguridad de las Naciones Unidas. En la década de 1980 se aceleró la creación de nuevos asentamientos israelíes, y los colonos de Cisjordania casi doblaron su población que pasó de 35 000 personas en 1984 a 64 000 en 1988, para alcanzar 130 000 a mediados de los noventa. Numerosas resoluciones del Consejo de Seguridad de las Naciones Unidas, la más reciente siendo la 2334, aprobada el 23 de diciembre de 2016, consideran todos los asentamientos de Israel en Cisjordania, Jerusalén Este y los Altos del Golán una «flagrante violación de la ley internacional» e instan a Israel a detener toda actividad en ellas.
A principios de 1988 la Primera Intifada, que había estallado en la Franja de Gaza en diciembre de 1987 en protesta contra las condiciones de ocupación, se extendió rápidamente por toda Cisjordania. Duró hasta 1993, cesando con el inicio de las negociaciones de paz que se entablaban en Oslo para buscar una solución al conflicto israelí-palestino.
En el año 1988, Jordania renunció a sus pretensiones soberanas sobre el territorio, y desde entonces no rige sobre Cisjordania ninguna soberanía formalmente reconocida más allá de la del Estado de Palestina, reconocido oficialmente por 137 países y con estatus de estado observador no miembro de la ONU.
En el marco de los acuerdos de Oslo, Israel y la Organización para la Liberación de Palestina (OLP) firmaron en 1995 el Acuerdo Interino sobre Cisjordania y la Franja de Gaza (conocido como Oslo II o Acuerdos de Taba). El acuerdo sentó las bases de la creación de la Autoridad Nacional Palestina (ANP) a la que fue transferida la administración de la Franja de Gaza y de parte del territorio de Cisjordania, excepto Jerusalén Este, cuyo estatus iba a decidirse en negociaciones posteriores. El territorio de Cisjordania fue dividido en tres áreas: el área A, bajo control civil y policial de la ANP; el área B, bajo control civil de la ANP y control militar conjunto con Israel; y el área C, bajo control militar exclusivo y control civil casi total de Israel.

### SigloXXI

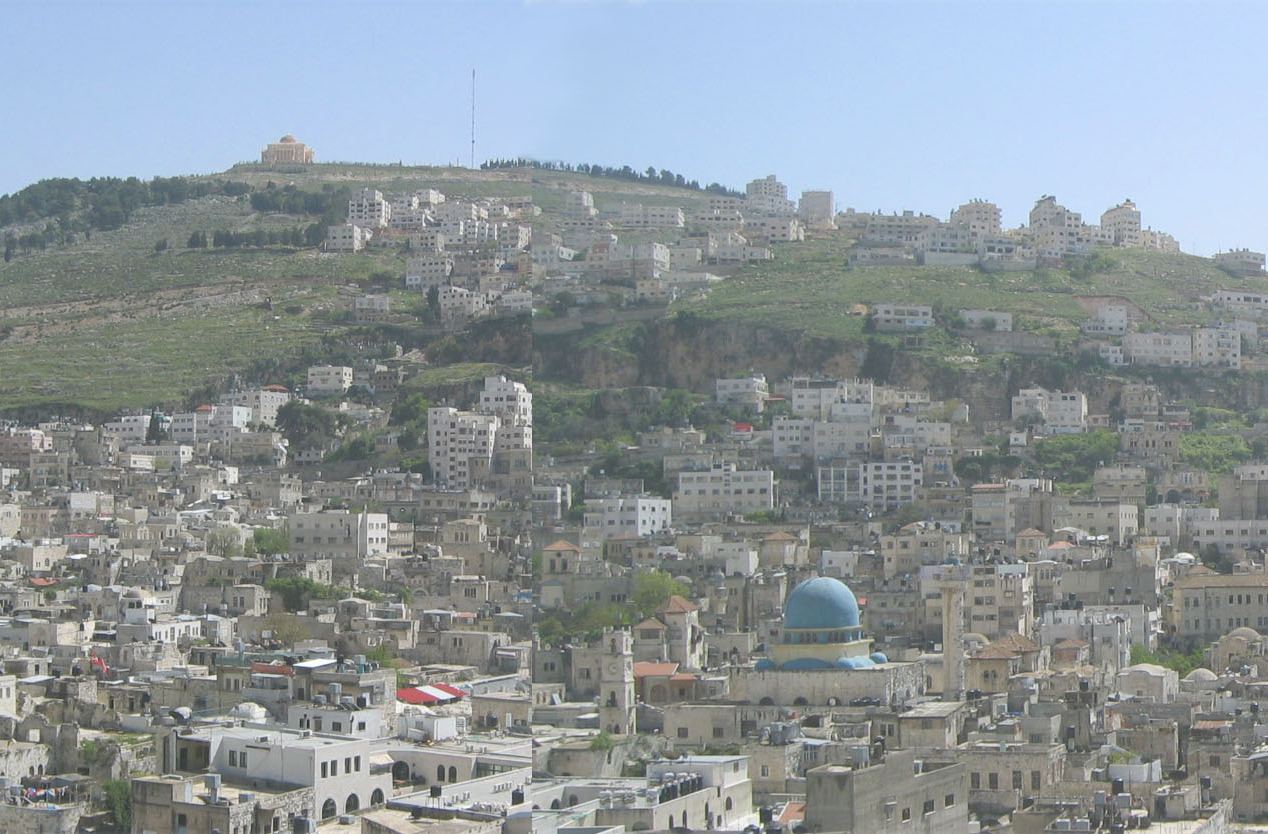
Centro histórico de Nablus.

Cisjordania sigue parcialmente bajo administración militar israelí y parcialmente bajo la Autoridad Nacional Palestina. El 62 % de Cisjordania es zona C —bajo control israelí total— y es la única con continuidad territorial; rodea y fragmenta las zonas A y B, lo que compromete la unidad territorial del futuro Estado Palestino. A finales de 2010, todavía había 99 puestos de control israelíes y 505 obstrucciones de varios tipos en carreteras, que dificultan la libre circulación de los palestinos en Cisjordania.
En septiembre de 2019, en vísperas de la repetición de las elecciones generales de Israel, el primer ministro Netanyahu prometió que extendería la soberanía de Israel sobre el valle del Jordán en el territorio palestino de Cisjordania si fuese reelegido, una promesa que ya había formulado antes de las elecciones generales de abril del mismo año en la que prometía extender también la soberanía a todos los asentamientos israelíes de Cisjordania. El Área C definida por los Acuerdos de Oslo (66 % del territorio palestino de Cisjordania) pasaría a formar parte de Israel exceptuando la ciudad de Jericó que pertenece a la zona A bajo control del Estado palestino. Representa unos 2400 kilómetros cuadrados, 30 % del territorio cisjordano, habitado por unos 65 000 palestinos y 11 000 colonos judíos.
Tras el inicio del conflicto israelí-palestino de octubre, 2023, Israel expandió sus ataques y bombardeó distintos puntos de Cisjordania, incluyendo la mezquita Al-Ansar, supuestamente utilizada por el grupo paramilitar Hamás. El 26 de octubre de ese año, militares israelíes intensificaron sus redadas de arrestos en la ciudad de Hebrón.

## Situación jurídica
El 19 de julio de 2024, el Tribunal Internacional de Justicia (TIJ) de las Naciones Unidas dictaminó que los asentamientos israelíes en Cisjordania «violan el derecho internacional» y exigió a Israel «detener los asentamientos y evacuar a los colonos», así como reparar el daño causado a los palestinos afectados por la ocupación. El TIJ determinó que la explotación de los recursos naturales palestinos y la política de construcción de asentamientos «equivale a una anexión permanente que impide la autodeterminación de los palestinos». El alto tribunal de la ONU instó a sus Estados miembros «a no reconocer como legal la presencia israelí en los territorios ocupados» y pidió tanto a la Asamblea General de las Naciones Unidas como a su Consejo de Seguridad que tomen las medidas necesarias «para poner fin a esta situación». Además, dictaminó que «las restricciones de movimiento impuestas por Israel a los palestinos, y la demolición de sus casas, constituyen actos de discriminación sistemática» que violan el artículo 3 del Comité para la Eliminación de la Discriminación Racial, relativo al crimen del apartheid. En concreto, el TIJ explicó que los asentamientos israelíes violan el derecho internacional en numerosos aspectos:
- Desahucios forzosos, demoliciones de viviendas masivas y restricciones al derecho de residencia y de movimiento.
- El traslado por parte de Israel de colonos a Cisjordania y Jerusalén Este y el mantenimiento de su presencia.
- Su fracaso a la hora de evitar o castigar los ataques de los colonos.
- Restricción del acceso al agua de la población palestina.
- El uso por parte de Israel de los recursos naturales en los territorios ocupados palestinos.
- La aplicación de las leyes israelíes en Cisjordania y Jerusalén Este.[28]

El TIJ concretó que «el traslado por parte de Israel de colonos a Cisjordania y Jerusalén, así como el mantenimiento de su presencia, es contrario al artículo 49 del Cuarto Convenio de Ginebra». El dictamen del Tribunal Internacional de Justicia también ordenó la restitución, compensación o satisfacción de bienes a la población palestina por los daños ocasionados por la ocupación. En concreto, dictaminó «la obligación de Israel de devolver la tierra y otros bienes inmuebles, así como todos los bienes confiscados a cualquier persona física o jurídica desde que comenzó su ocupación en 1967, y todos los bienes y activos culturales confiscados a los palestinos y a las instituciones palestinas, incluidos archivos y documentos», tras lo que añadió que «también exige la evacuación de todos los colonos de los asentamientos existentes y el desmantelamiento de las partes del muro construido por Israel que están situadas en el territorio palestino ocupado, así como permitir que todos los palestinos desplazados durante la ocupación regresen a su lugar de residencia original».

## Demografía

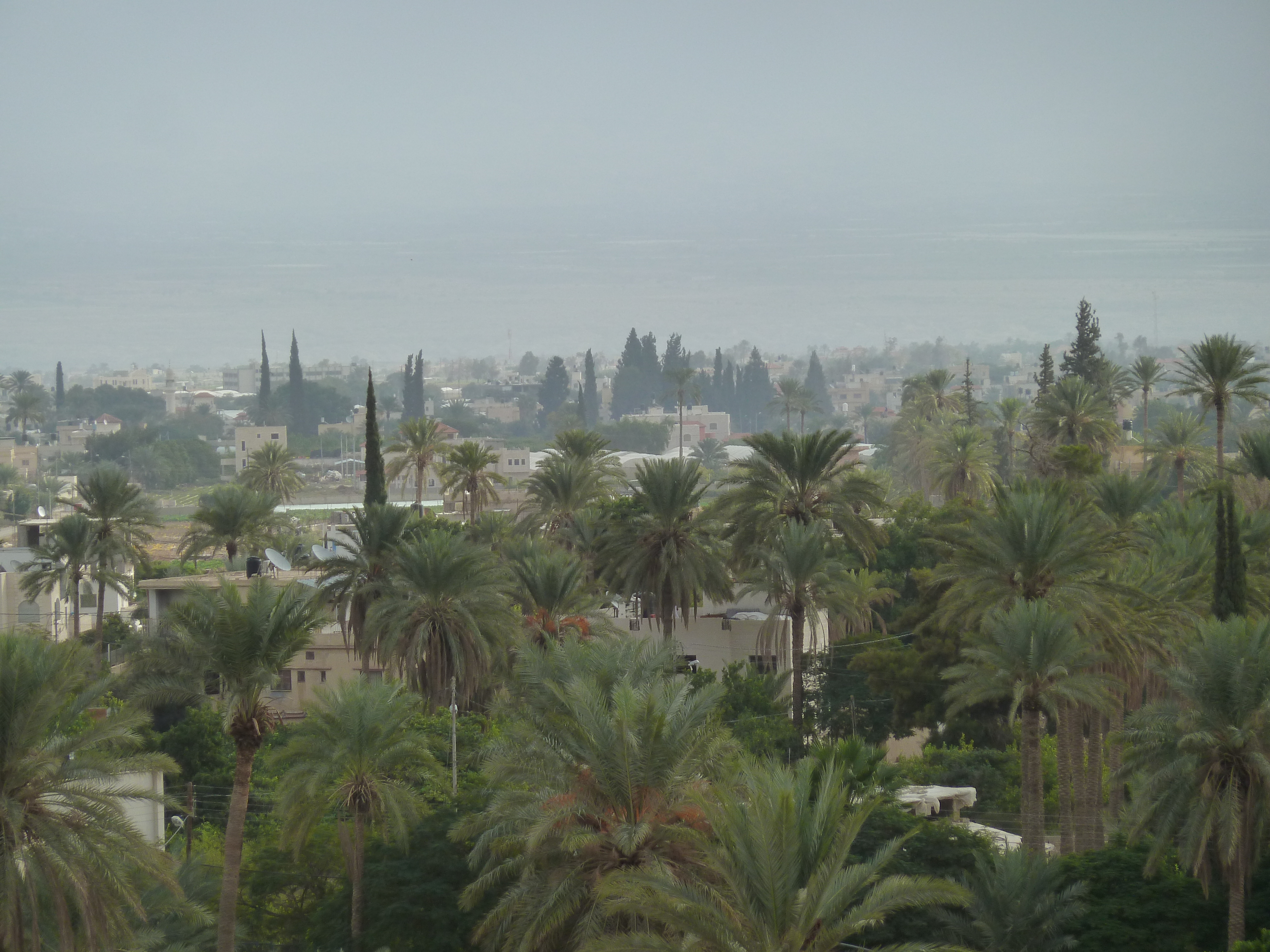
Vista de Jericó.

Según la Oficina Central de Estadísticas de Palestina, la población de Cisjordania en el año 2017 era de 3 008 770 habitantes (incluyendo Jerusalén Este). Por su parte, el CIA World Factbook fijaba la población de Cisjordania a mediados de 2017 en 2 747 943 habitantes, apuntando que había por aquel entonces unos 385 000 colonos israelíes viviendo en Cisjordania, si bien no aclaraba si esta cifra estaba incluida en la cifra total de población. Por su parte, en mayo de 2017, la Oficina Central de Estadísticas de Israel fijaba en 323 700 la cifra de palestinos que vivían en Jerusalén Este, mientras que el CIA World Factbook aporta la cifra de 201 200 colonos judíos en dicha parte de la ciudad. La principal ciudad de Cisjordania es Jerusalén Este, que constituye su centro geográfico, cultural y religioso, pero a la que los palestinos tienen un acceso muy limitado. Las principales ciudades de Cisjordania por número de habitantes son:
| Ciudad                              | Habitantes | Notas |
| ----------------------------------- | ---------- | --- |
| Jerusalén Este o Jerusalén Oriental | 529 400    | Jerusalén Oriental es la capital oficial del Estado de Palestina. Su población se divide en 323 700 palestinos y 201 200 colonos judíos. |
| Hebrón                              | 216 302    | A las cifras de población palestina se han sumado unos 850 colonos judíos que viven en el centro de Hebrón.                              |
| Nablus o Naplusa                    | 153 061    | |
| Yatta                               | 64 277     | |
| Tulkarem                            | 60 173     | |
| Kalkilia                            | 51 969     | |
| Yenín                               | 49 479     | |
| Al-Bireh                            | 48 887     | |
| Ad-Dhahiriya                        | 38 002     | |
| Dura                                | 37 331     | |
| Ramala                              | 35 140     | Ramala es la capital administrativa del Estado de Palestina hasta que el gobierno palestino pueda instalarse en Jerusalén Oriental.      |
| Belén                               | 31 799     | |

Hay 125 asentamientos israelíes que las autoridades israelíes reagrupan, junto con las áreas militares bajo su control, bajo el nombre de Área de Judea y Samaria. Según estimaciones publicadas en el CIA World Factbook en 2017, el número total de colonos israelíes en Cisjordania era de 385 000 personas, a las que habría que sumar los 201 200 colonos en Jerusalén Este, conquistada por Israel durante la guerra de los Seis Días y anejada formalmente en 1980. Ningún país del mundo ha reconocido la anexión de Jerusalén Este y, según las resoluciones 478 y 2334 del Consejo de Seguridad de las Naciones Unidas, esta anexión carece de todo valor legal y los asentamientos en Jerusalén Este son una «flagrante violación del derecho internacional».
- Ciudades
  - Ariel[33]
  - Beitar Illit[34]
  - Ma'ale Adumim[35]
  - Modi'in Illit
- Concejos locales
  - Alfei Menashe
  - Beit Aryeh
  - Beit El
  - Efrat
  - Elkana
  - Giv'at Ze'ev
  - Har Adar
  - Immanuel
  - Karnei Shomron
  - Kedumim
  - Kiryat Arba
  - Ma'ale Efrayim
  - Oranit

## División administrativa

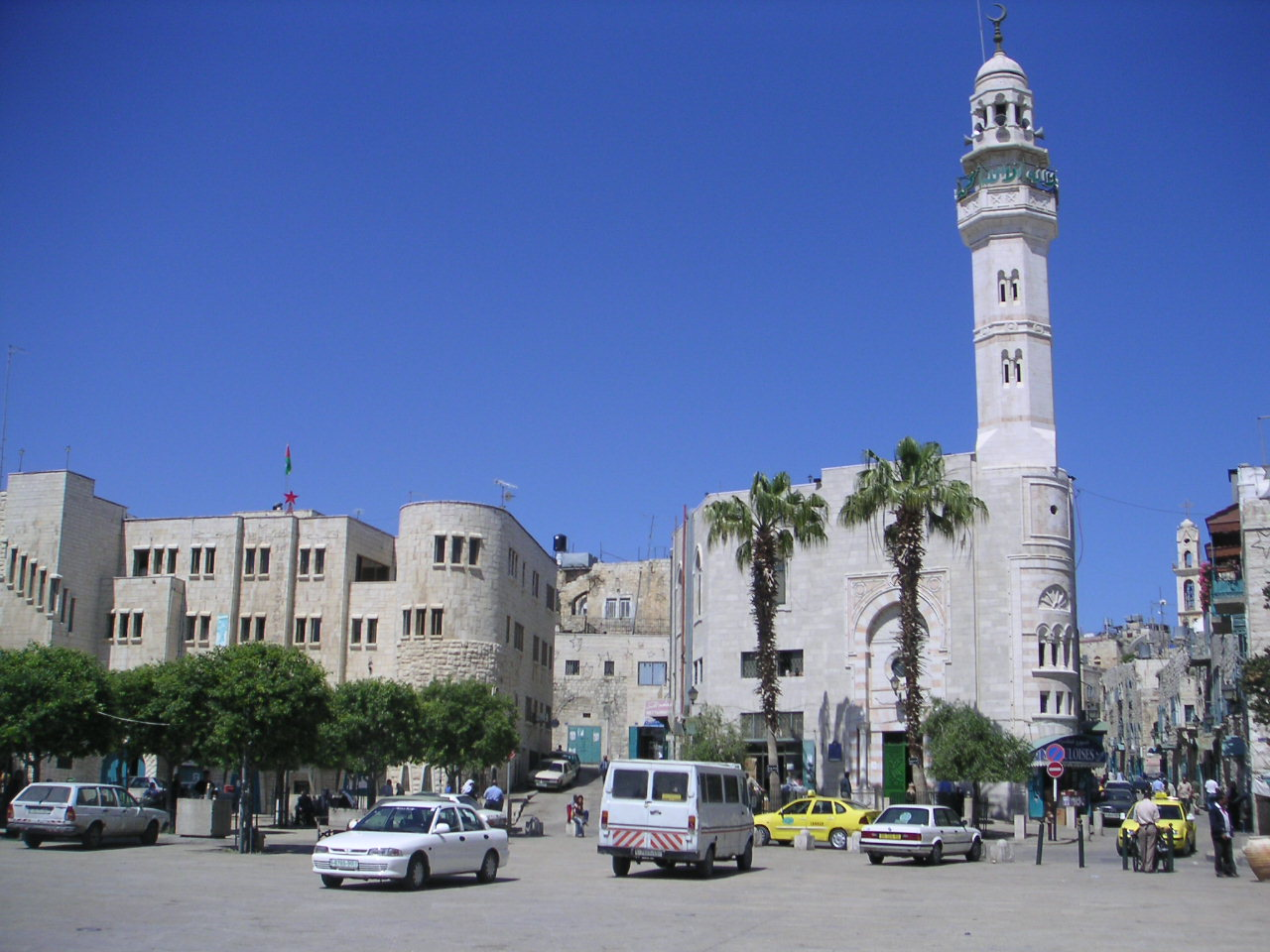
Plaza del centro de Belén.

La Autoridad Nacional Palestina divide Cisjordania en 11 gobernaciones o provincias, de las 16 en que se dividen los Territorios Palestinos, al frente de las cuales está un Gobernador civil.
| Nombre                           | Población (2007) | Área (km²) |
| -------------------------------- | ---------------- | ---------- |
| Gobernación de Yenín             | 269.301          | 581        |
| Gobernación de Tubas             | 49.615           | 372        |
| Gobernación de Tulkarem          | 177.694          | 239        |
| Gobernación de Nablus            | 345.847          | 592        |
| Gobernación de Kalkilia          | 100.753          | 164        |
| Gobernación de Salfit            | 66.136           | 191        |
| Gobernación de Ramala y Al-Bireh | 300.328          | 844        |
| Gobernación de Jericó            | 44.961           | 608        |
| Gobernación de Jerusalén         | 415.942          | 344        |
| Gobernación de Belén             | 185.572          | 644        |
| Gobernación de Hebrón            | 560.898          | 1060       |
| Total                            | 2.517.047        | 5640       |

## La barrera de Cisjordania

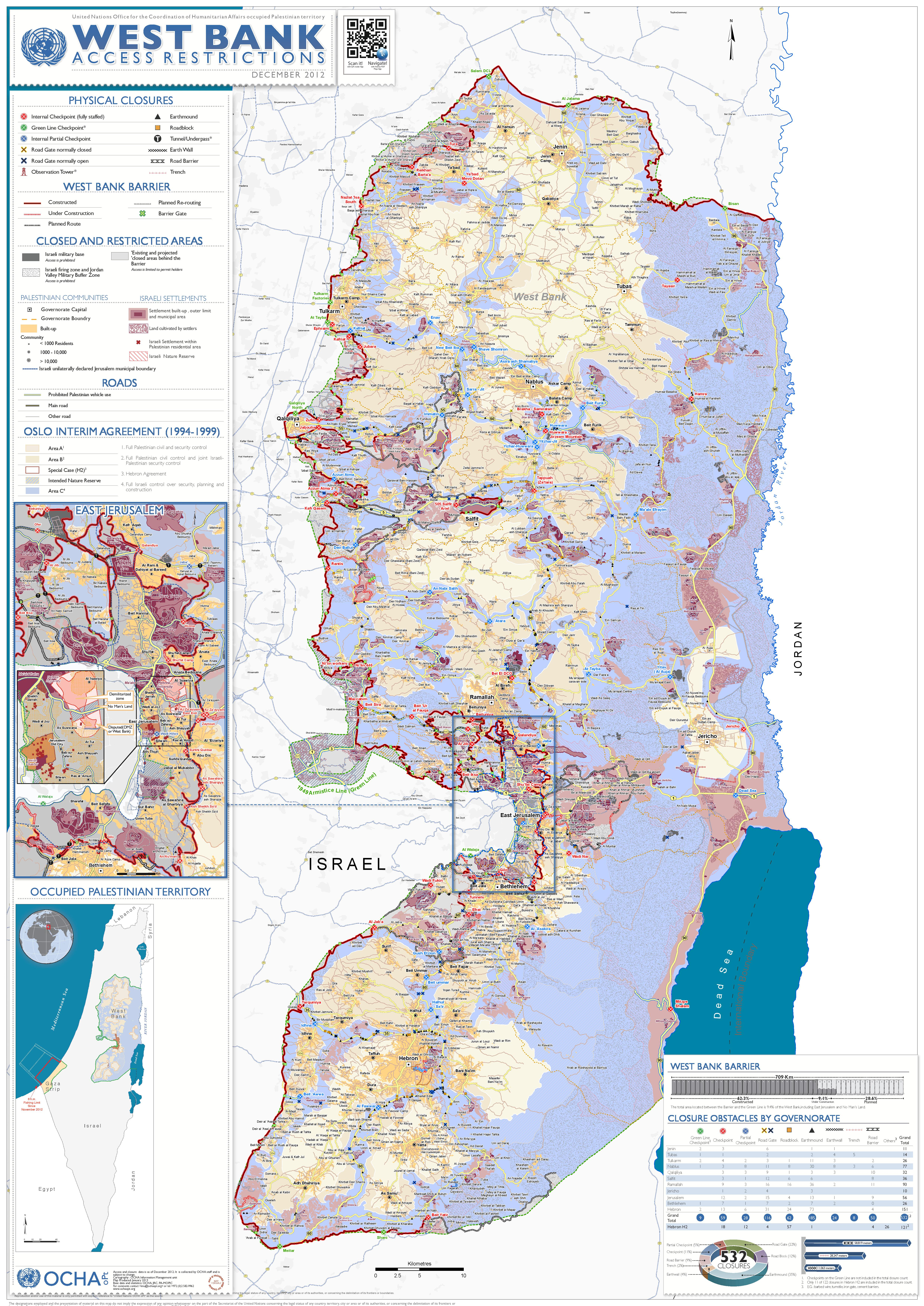
Mapa de Cisjordania (diciembre de 2012), con el trazado de la Barrera en rojo. Los asentamientos israelíes aparecen en magenta oscuro, sus términos municipales en magenta claro, y en magenta punteado las áreas cultivadas por israelíes. En amarillo oscuro las zonas urbanas palestinas, en amarillo claro el Área A (control exclusivo palestino) y el Área B (control civil palestino y militar israelí). En malva, el Área C (control exclusivo israelí). Las líneas amarillas indican las carreteras de acceso prohibido a los palestinos: unen entre sí los asentamientos israelíes, y estos a Israel.

El Gobierno de Israel está llevando a cabo la construcción de una barrera en Cisjordania con fines antiterroristas, cuyo trazado resulta muy polémico y ha sido criticado tanto por organizaciones pacifistas israelíes como Peace Now y B'Tselem, como por organizaciones internacionales como Amnistía Internacional, Intermón-Oxfam, UNICEF, la Asamblea General de las Naciones Unidas, la Corte Internacional de Justicia de La Haya y la Oficina para la Coordinación de la Ayuda Humanitaria de las Naciones Unidas en los Territorios Ocupados Palestinos (OCHAOPT).
Israel alega que el único propósito de la construcción es defender a sus ciudadanos, que lo ampara el derecho a la autodefensa reconocido en las leyes internacionales y que su único propósito al construir la barrera es impedir la entrada a núcleos de población de los terroristas, ante el incremento de los atentados suicidas tras la Intifada de Al-Aqsa, y por tanto no ha sido trazada con fines políticos ni anexionistas.
Por su parte, las organizaciones citadas han denunciado que, una vez terminado, el 80 % del muro no seguirá la Línea Verde y se encontrará dentro de los límites de Cisjordania, restándole 10 % de su territorio y aislando a decenas de miles de palestinos de sus familias y de sus lugares de trabajo. Han criticado en repetidas ocasiones el efecto que la barrera ha provocado en la vida cotidiana de la población civil palestina, así como el derribo de viviendas palestinas, destrucción de olivares y tierras de cultivo para llevar a cabo su construcción.